# ひるまえワイド
ひるまえワイドは、NHK広島放送局で放送されていた地域情報番組。
前半は中国地方、後半は広島県向け放送である。2007年3月で、同じスタイルだった夕方の番組『情報いちばん!』が終了したものの、以後もこの枠は維持されていたが、2008年3月21日に一旦中国地方向け放送(11:05～11:30の枠)は終了。同枠は「美の壷」「熱中時間」などの再放送となり、同時に広島県向け放送も終了。後番組はひろもりで、放送も30分繰り下がって11:30 - 12:00での放送となり、広島県のみの放送となった。しかし、2014年春改編で11:30 - 12:00枠でひるまえ直送便が開始し、中国地方向け放送(11:52からは県域放送)が復活した。

## 出演者
通常は、ペアを組んで週替わりで担当する。
ペア1
- 清川徹アナウンサー
- 堀口典子

ペア2
- 武藤友樹アナウンサー
- 山田一穂

なお、堀口と山田は、自分の担当でない週は、『お元気ですか日本列島・ぐるっとニュース』を担当する。
- 出山知樹、井上あさひら広島局アナウンサー

出山、井上は『お好みワイドひろしま』キャスター。レギュラー以外のアナウンサーが交替でブロックニュース・県内ニュースを担当。
- 石榑亜紀子（いしぐれ・あきこ。気象予報士）
- 中田隆一（元気象台職員）
石槫・中田は隔週交替のようである。

### 過去の出演者
- 荒生暁子（～2007年3月16日）
- 田代香子（気象予報士、元広島ホームテレビアナウンサー）

## 番組内容

### 月～金　11:05～11:30（中国地方ブロック）
- 11:05　オープニング
- 11:07　中国地方のニュース
- 11:09　ちゅうごくお天気情報
- 11:11　ぐるっとちゅうごく路
  - （月）島根
  - （火）岡山
  - （水）鳥取
  - （木）山口
  - （金）週末ガイド
- 11:21　日替わりコーナー
  - （月）元気いきいき体操・ひるまえインフォメーション
  - （火）あの町この町お宝紀行・ひるまえインフォメーション
  - （水）ふるさとこの逸品・ひるまえインフォメーション
  - （木）ひるまえ広場・ひるまえインフォメーション
  - （金）ちゅうごく路朗読さんぽ
- 11:29　エンディング

終了前に「この後は、お近くの放送局からお届けします。」と字幕が出る。